# Taboadela
Taboadela là một đô thị trong tỉnh Ourense, thuộc vùng Galicia ở tây bắc Tây Ban Nha. Đô thị này có diện tích 25,19 km2, dân số năm 2007 là 1680 người.

## Biến động dân số
| Biến động dân số của Taboadela - giai đoạn 1900 và 2004 -                                                                            |       |       |       |       |
| 1900 | 1930  | 1950  | 1981  | 2004  |
| 2.901 | 2.828 | 2.677 | 2.494 | 1.691 |
| Fuentes: INE e IGE (Los criterios de registro censal variaron entre 1900 y 2004, y los datos del INE y del IGE pueden no coincidir.) |       |       |       |       |